# Hertigdömet Preussen
För andra betydelser, se Preussen (olika betydelser).

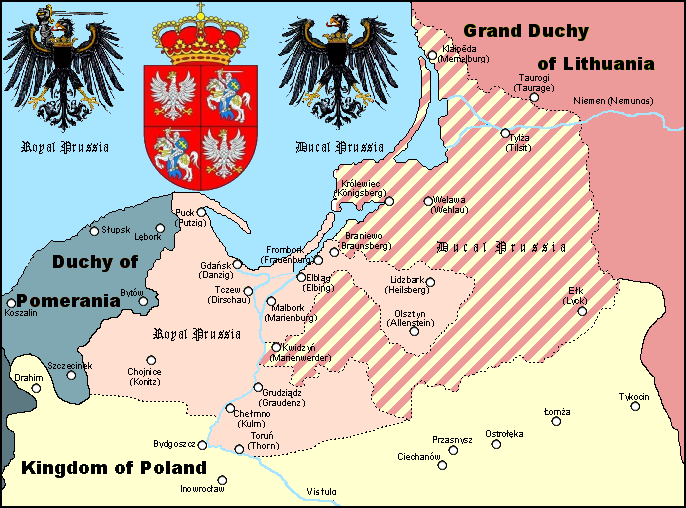
Hertigdömet Preussen (randigt) samt Kungliga Preussen (rosa)

Hertigdömet Preussen (ty. Herzogtum Preussen) var ett hertigdöme som bildades 1525 i östra Preussen av resterna av Tyska ordens stat Ordenspreussen. Den västra delen av Preussen hade vid denna tid blivit en del av Polen under namnet Kungliga Preussen (Västpreussen och Ermland).
Tyska Ordens högmästare Albrekt av Brandenburg-Ansbach (1490–1568) införde lutherdomen och ombildade ordensstaten till en sekulariserad statsbildning under polska kronans överhöghet, som hertig Albrekt av Preussen. Hans son hertig Albrekt Fredrik av Preussen (1553–1618) led av sinnessjukdom, och under större delen av hans regering styrdes Preussen av hans släktingar av huset Hohenzollern som administratorer. Albrekt Fredriks svärson Johan Sigismund av Brandenburg, sedan 1608 administrator, utsågs 1612 till medregerande hertig och blev vid Albrekt Fredriks död 1618 ensam hertig av Preussen. Därmed ingick hertigdömet en personalunion med kurfurstendömet Brandenburg. 
Under Sveriges anfall på Polen 1655-1660 bistod Preussen ej sin länsherre Polen utan slöt istället upp på svensk sida. Hertigdömet drog fördel av Polens enorma försvagning till följd av kriget mot svenskar och ryssar genom att det löstes från vasallförhållandet till Polen. Detta skedde formellt genom fördraget i Wehlau 29 september 1657 och genom i freden i Oliwa 3 maj 1660 varigenom hertigdömet blev självständigt. Det preussisk-brandenburgska statsförbundet omdanades 1701 till Kungariket Preussen, då kurfursten Fredrik III av Brandenburg lät kröna sig till Fredrik I, kung i Preussen.
Hertigdömets huvudstad var Königsberg, nuvarande Kaliningrad. För landets historia efter 1701, se kungariket Preussen samt provinsen Ostpreussen.

## Hertigar av Preussen

### Hertigar av Preussen
- 1525–1568 Albrekt av Preussen
- 1568–1573 Albrekt Fredrik av Preussen, omyndigförklarad som sinnessjuk 1573, avliden 1618.

Som administratorer regerade hans släktingar:
- 1577–1603 Markgreve Georg Fredrik I av Brandenburg-Ansbach
- 1603–1608 Kurfurst Joakim Fredrik av Brandenburg
- 1608–1618 Kurfurst Johan Sigismund av Brandenburg, medregerande hertig från 1612

### Hertigar av Preussen och kurfurstar av Brandenburg
Genom att Johan Sigismund gifte sig med hertig Albrekt Fredriks dotter och även fungerade som hertigdömets administrator kom han att bekräftas som Albrekt Fredriks arvtagare, så att hertigdömet förenades i personalunion med den kurfurstliga brandenburgska grenen av huset Hohenzollern.
- 1612–1619 Johan Sigismund av Brandenburg, medregent från 1612, ensam hertig från 1618.
- 1619–1640 Georg Vilhelm av Brandenburg
- 1640–1688 Fredrik Vilhelm I av Brandenburg
- 1688–1701 Fredrik III av Brandenburg, utropade sig 1701 till Kung i Preussen som Fredrik I av Preussen.

Se vidare Preussens regenter.